# 1977年の全日本ロードレース選手権
1977年の全日本ロードレース選手権 (1977ねん の ぜんにほんロードレースせんしゅけん) は、1977年3月6日の鈴鹿 2&4レース大会で開幕し、同年9月11日の第14回日本グランプリロードレース大会（鈴鹿）で閉幕した全8戦による1977年シーズンの全日本ロードレース選手権である。
最大排気量のエキスパート750ccクラスチャンピオンは毛利良一（ヤマハ）が獲得した。

## 1977年シーズン
シーズンオフに主要メーカー間でライダー往来があり、前年までヤマハと契約しマシン開発をしていた河崎裕之がスズキへ移籍。河崎は1967年までスズキに在籍しており、約10年ぶりの復帰となった。以後、スズキ・RGシリーズのマシン開発に携わる。
開幕戦・鈴鹿BIG2&4では、エキスパート選手の750cc車両での参戦が5台、混走の350ccクラスの参戦が7台であり、エントリー台数増加が課題となっていた。この年は5月に菅生にて単独イベントとしてTBCビッグロードレースが初開催され、全日本にはないF750レギュレーションでのレースが国内で初めて行なわれていた。ヤマハはこれに合わせてファクトリーマシン・0W31レプリカ「TZ750D」を10台以上国内エキスパートライダーが所属するチーム向けに販売。車両開発者でもある本橋明泰による購入者向けの走行講習会を開催するなど、トップライダーのTZ750Dでの経験値が高められ、エントリー台数の増加が期待された（この講習に参加したライダーは糟野雅治、安良岡健、毛利良一、佐藤順造、杉本五十洋、杉本泉など。）。しかしライダーに750マシンが渡っても国内には大排気量クラスのスプリントレースに対応するタイヤが十分な数揃わないという足かせもあり、これを入手できるメーカーワークスチームや数人のトップライダー所属チーム以外では750ccクラス参戦は容易ではない状況であった。

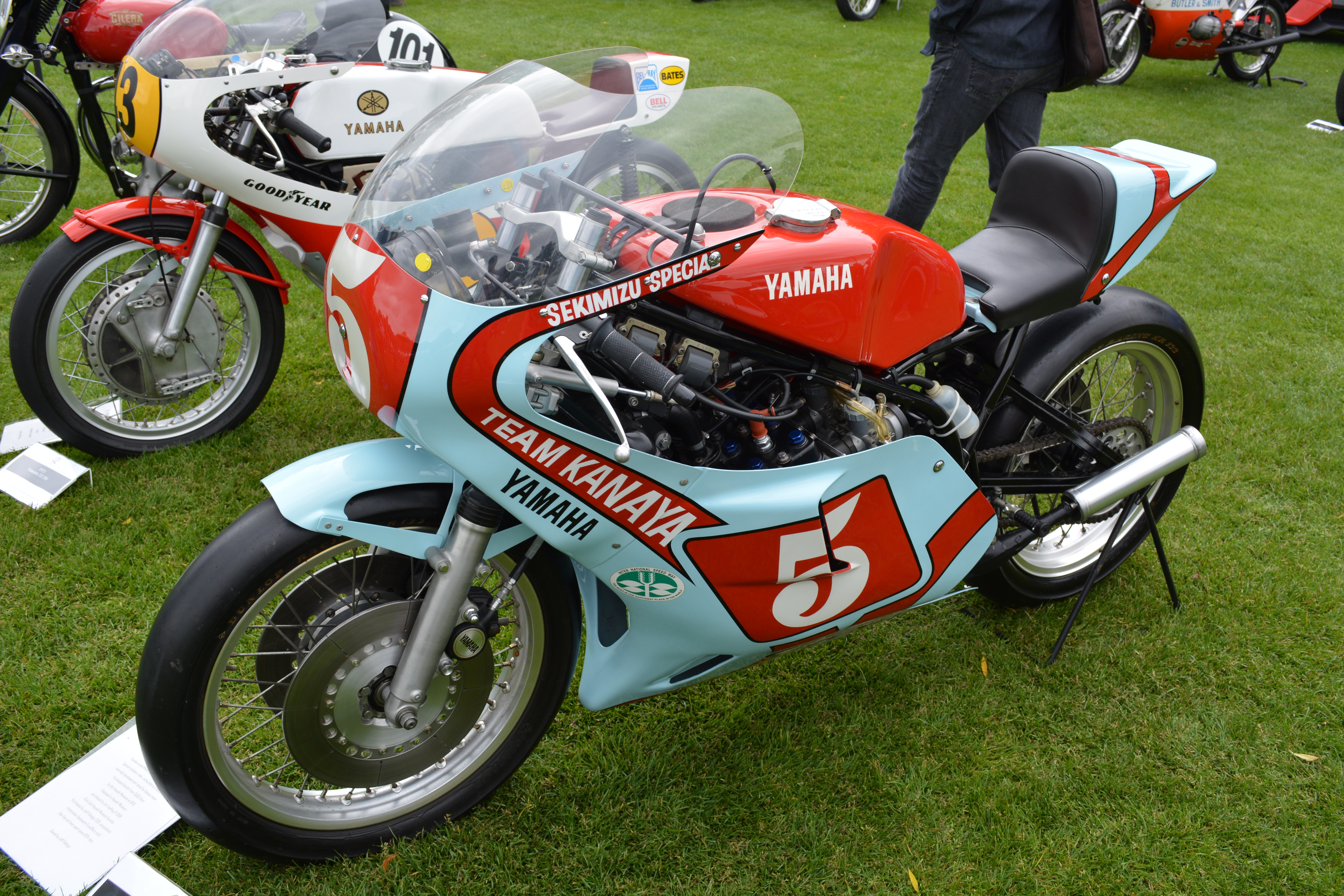
チームカナヤのヤマハ・TZ750（5.毛利良一）

この流れの中で、350ccに参戦していた毛利良一（チームカナヤ）がシーズン途中からTZ750Dで参戦クラスを750ccへ変更。2勝を挙げていた350ccポイントリーダーの座を投げうっての750cc転向だったが、クラス転向後も連続表彰台獲得を続けて全日本タイトルを獲得。2年前にはシーズン最終戦で逆転され1ポイント差で750王座を逃しており、2年越しの750タイトル獲得を果たした。入門級のノービス125ccでの石出和之や、ジュニア350ccクラスでの石川岩夫などエキスパート選手と同等のラップタイムで走る若い力も現れ、筑波大会で併催されたプロダクションレースでは複数の女性ライダーが参戦するなどの話題もあった。

## スケジュールおよび勝者
| Rd.          | 決勝日       | 開催イベント                                  | 750cc 優勝           | 350cc 優勝 | 250cc 優勝 | 125cc 優勝 |
| ------------ | ------------ | --------------------------------------------- | -------------------- | ---------- | ---------- | ---------- |
| 1            | 3月6日       | 全日本選手権 鈴鹿2&4レース大会                | 木山賢悟*            | 毛利良一   | 和田正宏*‡ | ―          |
| 2            | 4月10日      | 全日本選手権 筑波ロードレース大会             | ―                    | 萩原淳司   |            | 外山悦男   |
| 3            | 4月24日      | 全日本選手権 鈴鹿ロードレース大会             | 阿部孝夫             | 毛利良一   | ―          | 吉村辰美   |
| 4            | 5月22日      | 全日本選手権 筑波ロードレース大会             |                      | 萩原淳司   | 山田純*    | 上田公次   |
| 5            | 6月5日       | 全日本選手権 鈴鹿6時間耐久ロードレース大会    | 木山賢悟・有馬通正** | **         | **         | 上田公次   |
| 6            | 5月22日      | 全日本選手権 菅生ロードレース大会             | 浅見貞男             | 水谷勝     | ―          | 上田公次   |
| 7            | 7月31日      | 全日本選手権 鈴鹿200マイルレース大会          | 河崎裕之‡            | 鈴木修     |            | ―          |
| 8            | 9月11日      | 第14回 日本グランプリロードレース大会（鈴鹿） | 金谷秀夫             | 富江昭孝   |            | 鈴木修‡    |
| チャンピオン | チャンピオン | チャンピオン                                  | 毛利良一             | 鈴木修     |            | 飯田浩之   |

- ‡混走参戦のフォーミュラ・リブレ（FL）、全日本選手権ポイント対象外。
- *印の勝者はレースでの総合優勝ではなくクラス優勝者。
- **第5戦鈴鹿6時間耐久レース大会は、6月4日に125ccクラスを全日本選手権対象のスプリントレースとして開催、それ以外の排気量車はノンタイトル戦として6月5日に6時間耐久レースを開催、よって125ccクラス以外は全日本選手権ポイントは付与されない。

## ポイントランキング
| 順位     | 1位 | 2位 | 3位 | 4位 | 5位 | 6位 | 7位 | 8位 | 9位 | 10位 |
| ポイント | 15  | 12  | 10  | 8   | 6   | 5   | 4   | 3   | 2   | 1    |
| -------- | --- | --- | --- | --- | --- | --- | --- | --- | --- | ---- |

- 上位4戦分の獲得ポイント数で争われる有効ポイント制。
- 最終戦・日本GPでは、ボーナスポイントとして入賞者に従来のポイントに加えて3ポイントが与えられる。
- 最終戦終了後に有効獲得ポイント1位であっても、そのポイント数が30点未満の者はチャンピオンと認定されずランキング2位となり、以下の順位も繰り下げされる[9]。

### 750cc
| 順位                 | No. | ライダー   | 使用車両        | 1 SUZ | 3 SUZ | 6 SUG | 7 SUZ | 8 SUZ | ポイント |
| -------------------- | --- | ---------- | --------------- | ----- | ----- | ----- | ----- | ----- | -------- |
| 1                    | 5   | 毛利良一   | ヤマハ・TZ750   | -     | -     | 2     | 2     | 2     | 42       |
| 2                    | 23  | 木山賢悟   | ホンダ・CB550改 | 7     | 4     |       | 3     | 7     | 39       |
| 3                    |     | 杉本五十洋 | ヤマハ・TZ750   | 20    | 3     |       | 4     | 4     | 21       |
| 4                    | 2   | 金谷秀夫   | ヤマハ・YZR750  | -     | -     | -     | -     | 1     | 18       |
| 5                    | 9   | 阿部孝夫   | カワサキ・KR750 | -     | 1     | -     |       | -     | 15       |
| 6                    | 38  | 浅見貞男   | ヤマハ・TZ750   |       |       | 1     |       |       | 15       |
| 7                    | 27  | 糟野雅治   | ヤマハ・TZ750   |       |       |       |       | 3     | 13       |
| 8                    |     | 有馬通正   | ホンダ・CB550改 | 13    |       |       |       |       | 12       |
| 9                    |     | 小島英俊   | ホンダ          |       |       |       |       |       | 8        |
| 10                   |     | 佐藤順造   | ヤマハ・TZ750D  |       |       |       |       |       | 6        |
| -                    |     | 杉本泉     | ヤマハ・TZ750D  |       |       |       |       | 5     | 0        |
| 選手権ポイント対象外 |     |            |                 |       |       |       |       |       |          |
| -                    | 6   | 河崎裕之   | スズキ・RGA700  |       |       |       | 1‡    | -     | -        |

- 太字はポールポジション、斜体はファステストラップ。
- ‡フォーミュラ・リブレ（FL）、全日本選手権ポイント対象外。

### 350cc
| 順位                 | No. | ライダー | 使用車両        | 1 SUZ | 2 TSU | 3 SUZ | 4 TSU | 6 SUG | 7 SUZ | 8 SUZ | ポイント |
| -------------------- | --- | -------- | --------------- | ----- | ----- | ----- | ----- | ----- | ----- | ----- | -------- |
| 1                    | 34  | 鈴木修   | ヤマハ・TZ350   | 5     |       | 2     | 2     | 8     | 1     | -     | 51 (61)  |
| 2                    |     | 張間利治 |                 | 12    |       |       |       | 9     | 2     |       | 37       |
| 3                    | 5   | 毛利良一 | ヤマハ・TZ350   | 1     |       | 1     |       | -     | -     | -     | 30       |
| 4                    | 15  | 萩原淳司 |                 | -     | 1     | -     | 1     | -     | -     | -     | 30       |
| 5                    | 90  | 長谷利之 | ヤマハ・TZ350   | 6     |       |       |       |       |       |       | 29       |
| 6                    |     | 富江昭孝 |                 |       |       |       |       |       |       |       | 28       |
| 7                    |     | 水谷勝   | ヤマハ・TZ350   |       | 2     |       |       | 6     |       |       | 27       |
| 選手権ポイント対象外 |     |          |                 |       |       |       |       |       |       |       |          |
| -                    | 3   | 和田正宏 | カワサキ・KR250 | 2‡    |       |       |       |       |       |       | -        |
| -                    | 10  | 清原明彦 | カワサキ・KR250 | 4‡    |       |       |       |       |       |       | -        |

- 太字はポールポジション、斜体はファステストラップ。
- ‡フォーミュラ・リブレ（FL）、全日本選手権ポイント対象外。

### ジュニア区分
| ライセンス | クラス | チャンピオン | マシン | チーム               |
| ---------- | ------ | ------------ | ------ | -------------------- |
| ジュニア   | 350cc  | 徳舛仁久     |        | チームヤンガース     |
| ジュニア   | 250cc  | 山名久       |        | 浜松チームタイタン   |
| ジュニア   | 125cc  | 川上浩       |        | 明和RC               |
| ノービス   | 250cc  | 藤本泰東     |        | 神戸木の実レーシング |
| ノービス   | 125cc  | 伊藤裕之     |        | ブルーヘルメットMSC  |
| ノービス   | 90cc   | 鈴木利彦     |        | 浜松チームタイタン   |